# Udell, Iowa
Udell là một thành phố thuộc quận Appanoose, tiểu bang Iowa, Hoa Kỳ. Năm 2010, dân số của thành phố này là 47 người.

## Dân số
Dân số qua các năm:
- Năm 2000: 58 người.
- Năm 2010: 47 người.